# Pazze risate per mostri e vampiri
Pazze risate per mostri e vampiri (Dr. Zitbag's Transylvania Pet Shop) è una serie televisiva a cartoni animati prodotta da PMMP e Fairwater Films. In Italia la serie è stata trasmessa per la prima volta dal 9 giugno 1997 su Italia 1.

## Personaggi
- Dott. Sidney Zitbag - (Voce italiana: Claudio Moneta) Il protagonista della serie, è uno scienziato pazzo che vuol far diventare la sua dimora famosa in tutto il mondo come negozio di mostri usando le sue invenzioni. È l'attuale proprietario del vecchio castello.
- Horrifido - (Voce italiana: Daniele Demma) Horrifido è l'assistente del Dr. Zitbag. Egli è uno spirito che abita uno scheletro di cane con le orecchie da pipistrello verdi. Talvolta Horrifido indossa un collare rosa intorno al collo.
- Le Esorcelle (The Exorsisters) - (Voce italiana: Elda Olivieri e Graziella Porta) Le Esorcelle e il Dr. Zitbag sono vicini di casa; sono due gemelle: Sinistra, la sorella con strisce viola sui capelli che spesso respinge le attenzioni di Zitbag; e Bimbella, la sorella con strisce bianche sui capelli che è più comprensiva nei confronti di Zitbag.
- Zombunny - (Voce italiana: Pietro Ubaldi) Zombunny è un coniglio zombi in perenne catalessi che sa solo pensare. La maggior parte delle volte viene usato dal Dr. Zitbag come cavia per i suoi esperimenti.
- Agente Semprestanco (Officer Deadbeat) - (Voce italiana: Pietro Ubaldi) È il funzionario della polizia locale, è senza collo con una testa galleggiante. Ha un rancore personale contro il Dr. Zitbag per avergli soffiato il castello che secondo i suoi piani sarebbe dovuto diventare la nuova stazione di polizia, il suo obiettivo finale è quello di cacciare Zitbag per rivendicarne il possesso.

## Episodi
1. Ho aperto un negozio
2. Grandi pulizie
3. Orribimbo
4. Il grande imbroglio
5. L'invasione delle termiti
6. Vita da cani
7. Cercasi gorilla
8. Caccia al topo mannaro
9. Il pappagallo pirata
10. Il dente di tigre
11. La corsa ippica
12. Doppia coppia
13. Caccia al dinosauro
14. Il ladro canguro
15. Vacanze in Transylvania
16. Zitbag e le uova di Pasqua
17. Amore a prima vista
18. Felici vacanze
19. Tutti al circo
20. Una nuova stella
21. Il treno di Vermin
22. Virus al computer
23. Il Lemming
24. Il dottore e il drago
25. Un ispettore per Zitbag
26. La domanda delle domande
27. Non sparate sono solo l'ammazza pianoforti
28. Il mago del flipper
29. Dalla Transylvania con amore
30. Tele incubo
31. Peli superflui
32. La scommessa
33. Il figlio di Zitbag
34. Caccia al tacchino
35. Horrifido si sposa
36. Orrogrammi orrolimpici
37. E la melma non c'è più
38. La strana creatura
39. Ritorno all'adolescenza
40. Una favola vera
41. Alla ricerca dell'eterna giovinezza
42. La febbre delle orroelezioni
43. Il tempo è denaro
44. Regalo di compleanno
45. Il bottone rosa
46. Il castello stregato
47. Felice confusione
48. Teletrasporto
49. Un problema gigante
50. L'incubo delle tasse
51. Il pozzo dei desideri
52. Mia zorella
53. Nulla totale
54. Strane malattie
55. Terrore in Transilvania
56. Balla La Hula
57. Barbapelata
58. Il dottor Zitbag contro Silly Holmes
59. Caos in Transilvanya
60. Un viaggio ridicolo
61. Orribili oroscopi
62. Il senso di Zitbag per la neve
63. Incubo giudiziario
64. Amici per sempre
65. Tutti al cinema